# Karboksipeptidaza E
Karboksipeptidaza E (EC 3.4.17.10, karboksipeptidaza H, enkefalinska konvertaza, kobaltom stimulisana hromafin granularna karboksipeptidaza, enkefalinska konvertaza, membranska karboksipeptidaza, enkefalinska prekursorska endopeptidaza, enkefalinska prekursorska karboksipeptidaza, peptidilna-L-lizin(-L-arginin) hidrolaza) je enzim. Ovaj enzim katalizuje sledeću hemijsku reakciju
Odvajanje C-terminalnog arginina ili lizina sa polipeptida
Ovaj cinkov enzim aktivira jon Co2+.

## Spoljašnje veze
- Carboxypeptidase+E на 